# Hermann Hettner
Hermann Julius Theodor Hettner (født 12. marts 1821 i Leisersdorf i Schlesien, død 29. maj 1882 i Dresden) var en tysk litteratur- og kunsthistoriker. Han var far til Georg, Felix, Alfred og Otto Hettner.
Hettner studerede filosofi og filologi i Berlin, Halle og Heidelberg, men blev under et ophold i Breslau draget mod kunst- og litteraturhistoriske studier. I 1844 rejste han derfor til Italien og vendte først efter 3 års forløb tilbage til Tyskland. Han blev nu privatdocent i Heidelberg i æstetik og kunsthistorie og udfoldede en rig og betydningsfuld litterær virksomhed. Han udgav Die romantische Schule in ihrem Zusammenhange mit Goethe und Schiller (1850), hvad der skaffede ham udnævnelsen til overordentlig professor i æstetik, kunst- og litteraturhistorie i Jena. Sommeren 1852 foretog han en rejse til Grækenland, som han skildrede i Griechische Reiseskizzen. Samme år udgav han Das moderne Drame, et af hans hovedværker, der har bevaret sin værdi gennem mange uomstødelige sandheder om dramaets betydning. 
I 1855 blev han udnævnt til direktør for den kongelige antiksamling og museet for gipsafstøbninger i Dresden, samt ansattes som professor i kunsthistorie ved kunstakademiet. Senere overdroges yderligere både direktionen af det historiske museum og professoratet i kunsthistorie ved det kongelige Polyteknikum til den arbejdsivrige mand, der her i Dresden fuldendte sit i Jena påbegyndte hovedværk: Literaturgeschichte des 18. Jahrhunderts; det omfatter 3 hoveddele: 
1. Englische Literaturgeschichte des 18. Jahrhunderts,
2. Französische Literaturgeschichte. des 18. Jahrhunderts,
3. Deutsche Literaturgeschichte des 18. Jahrhunderts,

banebrydende og grundlæggende, livfuldt fremstillet, med åndfulde oversigter, der har vejledet slægtled efter slægtled. 
Senere skrev han Italienische Studien, et værk om Der Zwinger in Dresden, og besørgede udgivelsen af Maler Müllers Dichtungen. Efter hans død udkom "Kleine Schriften" (1882). Blandt det 19. århundredes tyske litteraturhistorikere indtager han en uanfægtet plads.